# RS-27A
RS-27Aはロケットダインによってデルタ IIとデルタ IIIロケットの第一段用として開発されたガス発生器サイクルの液体燃料ロケットエンジンである。このエンジンはRS-27の改良型である。
RP-1と液体酸素を燃焼室内で燃焼することによって1.05 MNの推力を生み出す。エンジンは先代を改良したものでノズルが延長されノズルの入り口と出口の面積比が8:1から12:1に拡大され膨張比が高まった事により高高度における効率が大幅に高まった。高い信頼性を有する。
RS-27A主エンジンは再始動も出力を変える事も出来ない。更にこの主エンジンであるRS-27Aには2機の補助ロケットエンジンがあり、飛行中にロールの制御を行う。RS-27Aは265秒間作動する。

## 仕様
- 推力 (真空中): 237,000 lbf (1.05 MN)
- 比推力 (真空中): 302秒
- 比推力 (海面高度): 255秒
- 重量: 2,528 lb (1,147 kg)[5]
- 直径: 67 in (1.70 m)
- 全長: 12 ft 5 in (3.78 m)
- 燃焼室の数: 1
- 燃焼室圧力: 700 psia (4.8 MPa)
- 開口比: 12:1
- 酸化剤/燃料混合比: 2.245:1
- 推力重量比: 93